# بالس (جرندة)
بلدية بالس (بالإسبانية: Pals) هي بلدية تقع في مقاطعة جرندة التابعة لمنطقة كتالونيا شمال شرق إسبانيا.

## الديموغرافيا
بلغ عدد سكان بلدية بالس 2.725 نسمة عام 2011 (وفقاً للمعهد الوطني الإسباني للإحصاء).
| 1.770 | 1.842 | 2.055 | 2.335 | 2.540 | 2.799 | 2.725 |

## أعلام
- أوريول سيرفيا